# Греческая колонизация

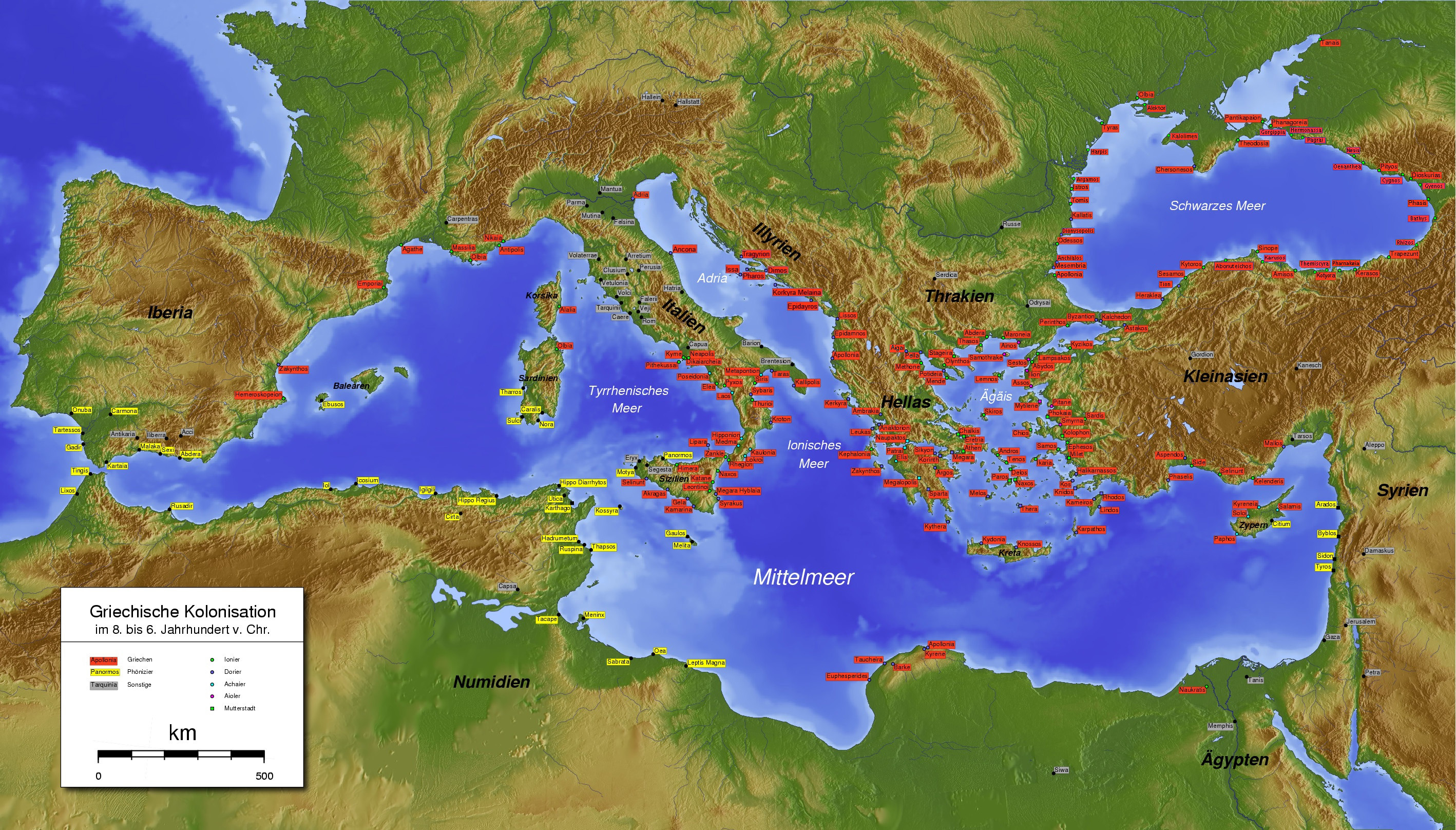
Греческие полисы (красным цветом) к IV веку до н. э.

Греческая колонизация — масштабное расселение древних греков по берегам Средиземного и Чёрного морей. Эпоха греческой колонизации охватывает VIII—VI века до нашей эры, время формирования полисного строя. В Греции этот процесс получил название «Великая греческая колонизация».
Дорийцы и ионийцы распространяются по северному побережью Средиземного моря, далее они оказываются и в Чёрном море. 
Однако греки не занимались открытием новых земель, а следовали уже проверенными путями финикийцев, вытесняя предшественников. Кроме того, они не исследовали новые земли вглубь, ограничивая своё присутствие побережьями.
Существовавшее в крито-микенский период политическое единство Греции не было восстановлено. Множество полисов, контролирующих свои территории, имело самые разнообразные способы управления: тирания, олигархия (в том числе тимократия) и демократия.

## Периодизация
Условно греческую колонизацию можно разделить на два больших периода — масштабное движение племён в Тёмные века, вызванное Троянской войной, и последующая колонизация, проводившаяся уже стабильными полисами, многие из которых сформировались в предшествующий период.

### Первый этап
Первым государством, основанным во время переселения племён, была Фессалия, основанная одноимённым племенем. При этом, были вытеснены эолийцы и дорийцы, а также беотийцы. Те, в свою очередь, отправились частью в среднюю часть Греции, частью — на Пелопоннес, при этом значительно потеснив на север живших там ахейцев, наследников Микенской цивилизации. В свою очередь, ахейцы, занявшие новые территории, вытеснили оттуда ионийцев, которые начали теснить другие племена уже в Аттике, которые были вынуждены перемещаться и колонизировать малоазийские территории. Кроме того, был освоен ряд островов в Эгейском море. Все эти масштабные передвижения, кроме всего прочего, привели к масштабным политическим трансформациям. Во многих новых полисах на смену монархии пришла республика.

### Второй этап
Дальнейшая колонизация носила менее стихийный характер и обычно была связана с исключительно прагматическими соображениями жителей теперь уже стабильных городов-государств. На этом этапе обозначились основные направления колонизации: на юге колонизаторы стремились освоить Италию, Сицилию, а на восточном направлении главный интерес представляли берега Чёрного моря, которое в тот период носило название Понта Эвксинского.

## Причины колонизации
Колонии выводились прежде всего из-за нехватки земли в полисах континентальной Греции. В свою очередь, это было связано как с растущим населением полиса, так и с существованием законов, запрещавших дробление земельной собственности между несколькими наследниками. Представляла собою колонизация и систематический грабеж колонизируемых территорий.
Кроме того, на основание новой колонии могла отправиться группа граждан, недовольных порядками своего полиса и желающих основать новый, соответствовавший их идеалам.
В то же время, изменение направления колонизации могло быть связано и с враждой между двумя коалициями полисов в ходе Лелантской войны: Халкида и Коринф, вытеснив своих противников с арены колонизации в Сицилии, способствовали формированию нового направления древнегреческой колонизации — на северо-восток, в Мраморное и Чёрное море. Известно, что многие ранние колонии в этом направлении выводились именно противниками Халкиды и Коринфа.

## Основные направления колонизации
Новые земли колонизировались постепенно — так, Коринф до установления там тирании сперва вывел несколько колоний по берегам Коринфского залива, затем — на островах Ионического моря и лишь затем основал Сиракузы в Сицилии. В период правления в Коринфе тиранов колонизационная политика определялась стратегическими соображениями: кроме решения традиционных для Греции проблем нехватки земли для обработки и сырья, тираны Коринфа ставили перед собой задачу обеспечить себе стратегическое господство на западном направлении. Исключением на фоне волны колонизации являлась континентальная Спарта. Спартанцы основали единственную колонию — Тарент в южной Италии, однако в дальнейшем предпочли решать проблемы, общие для всех греческих полисов в то время (нехватка земли и перенаселение), путём завоеваний новых земель на Пелопоннесе и изменением устройства своего полиса.

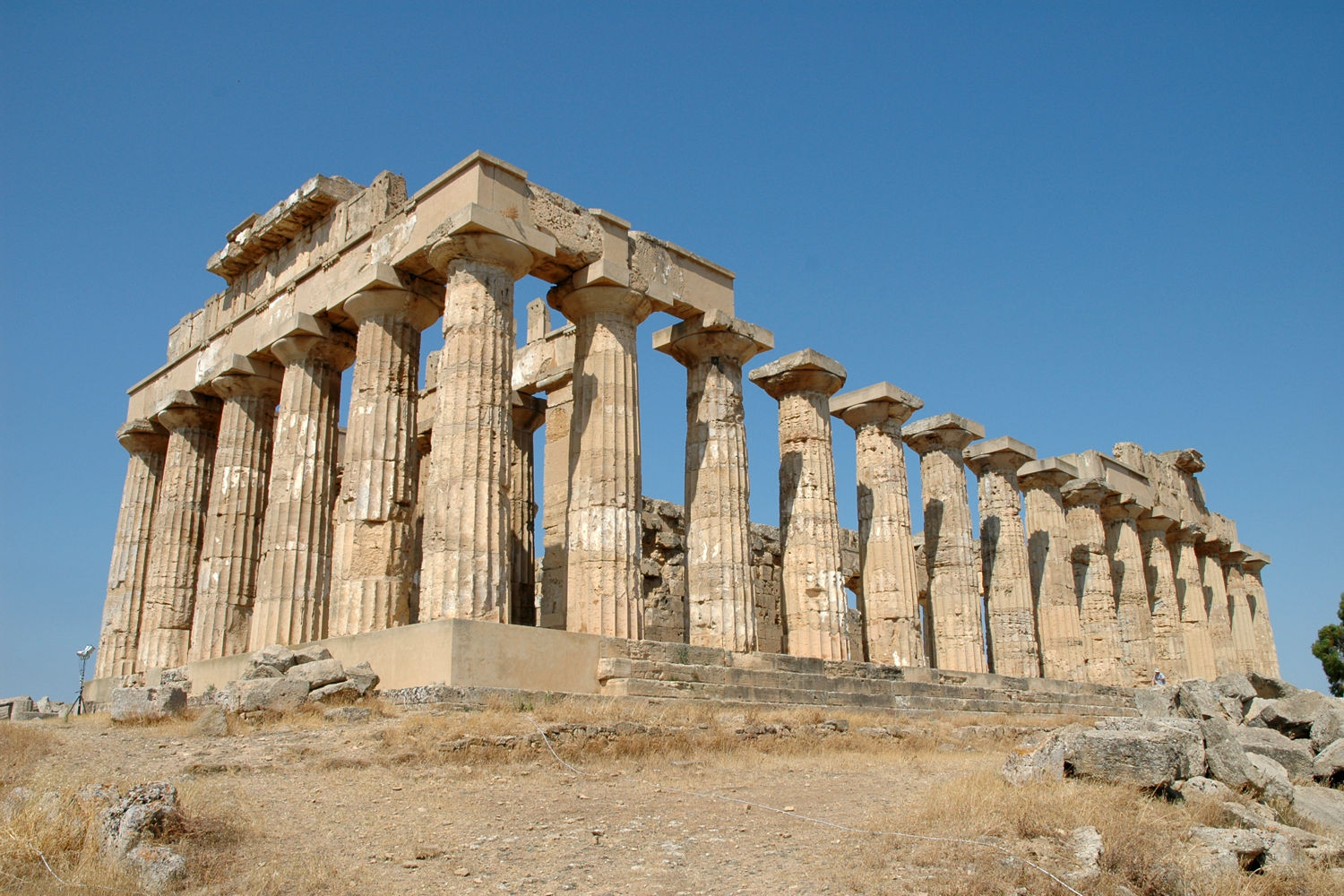
Греческий храм на Сицилии, посвященный Гере, построен в V веке до нашей эры

Основными направлениями греческой колонизации были «Великая Греция» (Южная Италия), Сицилия, берега Чёрного моря, Восточное Средиземноморье (Кипр и южное побережье Малой Азии), Кирена, устье Нила в Египте, северо-западная часть Средиземноморья. Эти направления объединяются в три группы: западное (наиболее активное по количеству выведенных колоний), северо-восточное (второе по активности), юго-восточное и южное. Иногда случалось, что колонистам не удавалось основать колонию в желаемом месте, и им приходилось менять не только место, но и сам регион выведения колонии (например, колонисты из Эретрии, которым не удалось основать колонию на Керкире, основали колонию во Фракии). В случае вражды полисов-метрополий менее сильный полис мог быть вынужден прекратить колонизацию даже при существовании предпосылок для неё (например, Мегары долгое время были вынуждены ограничиться выведением лишь одной колонии из-за противодействия своих противников — Халкиды и Коринфа). В колонизации в VIII—VI веках участвовали и полисы, сами не так давно бывшие колониями, как например Милет, основавший до 90 колоний на берегах Чёрного моря. Кроме того, участвовали в дальнейшей колонизации и полисы, выведенные непосредственно в период Великой греческой колонизации (например, Акрагант, основанный Гелой и колонии Сиракуз).
Как отмечает заслуженный профессор МГУ А. А. Тахо-Годи: «Основание греками колоний в VIII—VI веках приобрело такой размах, что затронуло все регионы Средиземноморья и Причерноморья». В то же время С. Г. Карпюк указывает, что «на восток Средиземноморья путь грекам был закрыт из-за соперничества с финикийцами, а также потому, что там существовали мощные государства».

## Особенности процесса колонизации
Божественная санкция требовалась для любого серьёзного государственного предприятия, но она была особенно необходима при основании нового поселения. Жители полисов, решившие основать колонию, как правило, обращались к дельфийскому оракулу, жрецы которого традиционно указывали место основания будущей колонии, либо давали иные (порой — двусмысленные) указания. Таким образом, возможно, что управление направлением колонизации (но не самой колонизацией) имело централизованный характер.
Большинство колонистов составляли, как правило, обедневшие и малоземельные граждане, младшие сыновья семейств, побеждённые на политической арене, а также жители других полисов. Колонисты, участвовавшие в выведении новой колонии, должны были автоматически получить землю для обработки и гражданство в новом полисе. Организацией выведения колонии занимался выбранный человек — ойкист. При основании колонии из метрополии перевозился огонь священного очага и изображения местных богов. Жители колоний зачастую сохраняли тесные связи с метрополией, вплоть до оказания помощи при необходимости. Выделялся и особый вид колоний — клерухии, которые и вовсе не были новым самостоятельным полисом, а представляли собой владения жителей полиса за его пределами. Таковой была, например, колония Афин на Саламине. Несмотря на это, колонии изначально выводились как самостоятельные полисы, поэтому при столкновении интересов метрополии и колонии оба полиса могли перейти от мирных дружественных и братских отношений к открытым конфликтам друг с другом, как например случилось между Коринфом и Керкирой.

## Значение колонизации
Создание многочисленных колоний содействовало развитию торговли, вплоть до того, что некоторые колонии специально выводились для обеспечения стратегического господства метрополии в данном районе. Колонии экспортировали в континентальные полисы зерно (прежде всего из Великой Греции и Причерноморья) и медь (Кипр), в меньшей степени — вино, то есть в основном это было сырьё. В свою очередь, в колонии экспортировались железо и изделия из него, а также шерстяные ткани, керамику и другие ремесленные товары. Первое время в торговле внутри греческих колоний лидировала Эгина, жители которой были умелыми мореходами, но вскоре её потеснили Коринф и Халкида, обладавшие, в отличие от Эгины, большим числом колоний. Лишь после них первенство в морской торговле захватили Афины.
Благодаря колониям греческим полисам удалось ликвидировать перенаселение континентальной Греции, значительно увеличить объём торговли и создать предпосылки для господства греческих торговцев в Средиземноморье, а также расширить сферу распространения греческой культуры. Считается, что всего за время колонизации было выведено несколько сотен колоний, общее население которых составляло 1,5—2 миллиона человек.